# Epiglottal tremulant
Den epiglottale tremulant er en konsonant sproglyd. Den epiglottale tremulant har ikke noget dedikeret symbol i det internationale fonetiske alfabet, men kan transskriberes som ⟨ᴙ⟩ - et omvendt ʀ, homograf til det kyrilliske я.
Udover at forekomme som en ren konsonant er skingre vokaler defineret som værende vokaler med en ledsagende epiglottal tremulant. Disse vokaler transskriberes med to tilder under bogstavet - ⟨◌̰̰⟩.

## Egenskaber
Den velære laterale approksimant er:
- Pulmonisk-egressiv, hvilket betyder at den udtales ved at lade lungerne trykke luft ud gennem taleapparatet.
- Stemt, hvilket betyder at stemmebåndet er spændt under udtalen og genererer dermed en tone.
- Epiglottal, hvilket betyder at den udtales med strubelåget trykket mod strubehovedet.
- Tremulant, hvilket betyder at den udtales ved at rette en luftstrøm over artikulatoren, så der opstår vibration.

## Anvendelse i sprog
| Sprog | Sprog              | Ord   | IPA     | Betydning | Noter                             |
| ----- | ------------------ | ----- | ------- | --------- | --------------------------------- |
| Amis  | Centrale dialekter | ʼenem | [яə̆nə̆m] | 'seks'    | Svarer til ⟨ʡ⟩ i andre dialekter. |